# Métabiose
La métabiose est la succession d'organismes sur un même substrat (le plus souvent de colonies de micro-organismes bactérien ou fongique) ; les premiers préparent le « terrain » pour les suivants, puis stoppent leur multiplication et enfin disparaissent.

## Description du phénomène
La métabiose est un phénomène où un substrat (ou la surface d'un substrat) est transformé par organisme (micro-organisme en général, dans un biofilm par exemple). 
Cette transformation laisse un produit qui permet à un autre microorganisme, puis un autre.. d'y prospérer à son tour modifiant le milieu en un nouveau substrat. 
Les biofilms se forment souvent de cette façon, par exemple la décomposition du bois mort ou les fromages.
La métabiose est en œuvre dans tous les processus de dégradation de la matière organique par le vivant (autres que par simple digestion par sucs digestifs). 

Elle joue un rôle important dans le cycle du carbone et les cycles biogéochimiques. C'est le processus qui permet le compostage ou la décomposition naturelle de la cellulose et lignine du bois mort en forêt.
Ce phénomène intervient dans la fabrication d'un certain nombre de produits alimentaires. Il est souvent encore mal compris, et nécessite des éclairages multiples pour rendre accessible à tous le travail, notamment des responsables qualité des entreprises.

## Quelques exemples
La métabiose intervient par exemple dans la formation de :
- fromages au lait cru (ou non d'ailleurs). « les flores bactériennes peuvent se succéder, c’est ce que l’on nomme la métabiose et celui est exploité lors de la fabrication de certains fromages » [1]
- saucissons
- choucroute
- vins , des vins blancs provenant des vendanges précoces par double métabiose

L'usage d'épice a souvent été évoqué comme une des clés de la maîtrise du risque microbien dans l'alimentation.